# 黃初娟
黃初娟（Chu C. Falling-Star，1961年—），是出生於臺灣屏東的美籍華人/台裔美國人，現任美國郵政署大費城地區經理。

## 生平
在台灣屏東出生，在高雄縣大寮鄉影劇七村長大。先後畢業於忠義國小（1975年）、大寮國中（1978年）及高雄高商補校（1981年）。1982年由台灣移民美國。先在中國餐館包春捲，1986年進入康乃迪克州南溫莎（South Windsor）郵局擔任兼職的郵務士負責分信和窗口販售郵票，每天凌晨2時30分上班。當初聘顧黃初娟的佩里說，他一開始對黃初娟是持懷疑態度，特別是因為她取代一位退休的能幹員工。這名能幹的員工在分信時可以抵得上三名員工。結果黃初娟仍保持同樣的分信速度。她對被分配的任何任務也能處理自如。當她被分配到“客戶服務”窗口時，她外向主動的個性得到發揮的機會，讓客戶激賞。
1993年黃初娟昇任希布倫市（Hebron）郵局局長，屬下只有8名員工。1997年昇任辛斯伯利市（Simsbury）郵局局長。1999年昇任北海芬（North Haven）郵局局長。她的前同事表示：「我從來沒有見過任何人比她更加努力地工作。她常常每天工作12小時。」。她還擔任過美國郵政總局東北區內部員工的族裔計畫專員（Senior Diversity Program Coordinator），2000年獲頒美國郵務多元族裔傑出個人成就獎（National Diversity Individual Achievement Award）。2002年黃初娟晉升康州首府哈特福德郵局局長，管理700餘員工、5100萬美元的預算，是該局227年歷史上首位華裔局長。2006年晉升辛辛那提郵局局長，管理市內21個分局、1700名員工、1.2億美元預算，是該局首位亞裔局長.2007年升任辛辛那提郵政處理中心高級經理.2008年升任辛辛那提區域經理。2012年黃初娟晉升美國郵政署大費城地區經理。管理326個郵局、1萬名員工、14億美元預算，是第一位擔任此職務的女性。

## 私人生活
黃初娟早先曾有過一次婚姻。在1996年，她與布萊斯·流星（Blaise Falling-Star）結婚。他是有一半美洲原住民、一半義大利血統的耶魯大學統計學博士，在美國著名的塞考斯基飛機公司（Silkorsky Aircraft）任計算機軟件工程師。黃初娟在工作上是個拼命力爭上游的女強人，她為全力投入，在婚前就跟丈夫說好不要孩子。